# Barthélémy Mouffle d'Angerville
Barthélemy François Joseph Mouffle (ou Moufle) d’Angerville, né à Guéret (Creuse) le 25 juillet 1728 et mort à Paris le 15 mars 1795, est un avocat et littérateur français, continuateur des Mémoires secrets pour servir à l'histoire de la République des Lettres.

## Biographie
Mouffle d’Angerville est né à Guéret où son père Benjamin-Anne, d’origine parisienne, est receveur des tailles. 
Après la mort de son père en 1736 et de son frère, il vient s’installer à Paris avec sa mère.
En 1740, il hérite de son oncle et parrain Barthélemy, prêtre à la Sorbonne. Cinq ans plus tard, il reçoit des lettres d’émancipation et intègre l’administration de la Marine en tant qu’écrivain, grâce aux puissantes relations familiales. Il se fait aussi recevoir avocat pour obéir aux injonctions de Maurepas. Mais le démon de l’écriture ne le quitte pas et avec un de ses compatriotes Rochon de Chabannes, il publie clandestinement un petit ouvrage licencieux Les Cannevas de la Pâris qui leur vaut, malgré l'anonymat, un bref séjour à la Bastille (1750).
Nommé élève de la Marine à Rochefort puis écrivain ordinaire, on connaît de lui cette appréciation « Proche parent de M. de Georville, trésorier général. A de l'éducation, l'esprit orné s’applique. C’est un sujet qui doit percer ».
Il embarque lors de la campagne de Louisiane, puis les choses se passent très mal avec le commandant de Grasse lors de son séjour sur le Zéphyr. Il quitte alors définitivement la Marine.
On le retrouve dans les années 1770 collaborant avec Pidansat de Mairobert (lui aussi un ancien écrivain de la Marine) pour son Journal historique, puis dans les Mémoires secrets dits de Bachaumont.
En 1781, il est arrêté par le lieutenant de police Lenoir alors qu’il loge chez sa parente Mme de Mouffle de Champigny, rue de Berri (actuel n° 33 rue de Charlot). Expédié encore une fois à la Bastille, son séjour ne dure que quelques semaines et il parvient même à recouvrer les documents confisqués.
Sa Vie privée de Louis XV, ou principaux événements, particularités et anecdotes de son règne, imprimée à Londres et interdite par la censure française, est réimprimée à Neuchâtel, possession du roi de Prusse : elle est diffusée clandestinement en France avec un grand succès. Une traduction allemande faite à Neuchâtel est vendue librement en Allemagne malgré quelques piques contre Frédéric II, la censure prussienne ayant seulement exigé le retrait de quelques passages concernant la « guerre des pommes de terre » entre l'Autriche et la Prusse.
On lui attribue un texte contre-révolutionnaire Adresse aux princes… publié par M. de Sanois en 1792. Il meurt le 15 mars 1795 dans une relative misère rue du Colombier (actuelle rue Jacob) à Paris et ses héritiers (des cousins Mouffle du côté de son père, des cousins Keingiaert du côté de sa mère) se disputent de bien maigres restes.

## Œuvres
- Journal historique de la Révolution opérée dans la constitution de la monarchie française par le chancelier de Maupeou, Londres (Amsterdam), 1774-1776, 7 vol. in-12
- Mémoires pour servir à l'histoire de la République des Lettres en France depuis I762, jusqu'à nos jours, Londres, J. Adamson, 1777 1789, 36 vol.
- Vie privée de Louis XV, ou principaux événements, particularités et anecdotes de son règne, Londres, 1781, réimprimée sous le titre de Siècle de Louis XV, 1796.
- Adresse aux princes français et aux émigrants de cette malheureuse nation au sujet de la guerre et de leur retour, Paris, mai 1792.